# Giuseppe Capotondi
Pour les articles homonymes, voir Capotondi.
Giuseppe Capotondi (né en 1968 à Corinaldo) est un réalisateur et auteur de vidéo-clips italien. 

## Biographie
Il est le réalisateur du film L'Heure du crime. Il a réalisé des clips pour Natalie Imbruglia, Skunk Anansie, Zucchero, Our Lady Peace...

## Filmographie
- 2010 : L'Heure du crime (La doppia ora)
- 2019 : The Burnt Orange Heresy
- 2022 : Blocco 181, série
- 2025 : Le Guépard (Il gattopardo) de Tom Shankland, Giuseppe Capotondi, Laura Luchetti (série télévisée)

## Vidéographie
- Negrita : Rumore (1994)
- Zucchero : Papà Perchè (1995)
- Ligabue - Certe notti (1995)
- Ligabue : Viva! (1995)
- Mietta : Oggi Dani è più felice (1995)
- Soon : Il Fiume (1996)
- Furslide : Over my head (1998)
- Skunk Anansie : Charlie Big Potato (1999)
- Skunk Anansie : Secretly (1999)
- Melanie C : Goin' Down (1999)
- Our Lady Peace : Is Anybody Home? (1999)
- Sunna : Power Struggle (2000*Pale 3 featuring Skin : You can't find peace (2000)
- Bush : Inflatable (2002)
- Emma Bunton : I'll Be There (2003)
- Amy Studt : Under the Thumb (2003)
- Kelis featuring Andre 3000 : Millionaire (2004)
- Skin - Lost (2005)
- Natalie Imbruglia : Counting down the days (2005)
- Ms. Dynamite - Judgement Day (2005)
- Keane : Crystal ball (2006)
- Keane : Nothing in My Way (2006))[1]